# Ciego de Ávila (pokrajina)
Ciego de Ávila je pokrajina u središnjem dijelu Kube. Glavni grad se također zove Ciego de Ávila. Drugi značajan grad je Morón. Između njega i sjeverne obale postoje mnoga jezera (najveće se zove Laguna de Leche – Jezero mlijeka jer je bijele boje zbog vapnenca). Na sjevernoj obali su mnogi koraljni otoci s tropskom vegetacijom koja je stanište mnogih vrsta ptica (značajni su flamingosi na otoku Cayo Coco). Na južnoj obali pokrajine postoje mangrove. U pokrajini je značajan uzgoj stoke te proizvodnja šećera, ananasa i limuna.